# Лонгин (Грифцов)
Лонгин (Грифцов) (в миру Леонтий Павлович Грифцов; 1798, Рязань — 14 [27] июля 1882) — иеросхимонах, преподобный, местночтимый святой Украинской православной церкви.

## Биография
Родился в июне 1798 года в городе Рязани, происходил из духовного звания.
Окончил Рязанскую духовную семинарию (1820).
Успешно делал гражданскую карьеру, был прокурором в городе Уральск, имел чин надворного советника. Узнав о неверности жены, оставил её и поехал в Киев, где от старца Парфения получил совет — поступить в Святогорскую пустынь.
В 1854 году, прибыв в Святогорскую пустынь, пожертвовал все свои деньги монастырю. Видя духовную направленность послушника архимандрит Арсений вскоре назначил его начальником новоустроенного скита на Святом месте.
В 1870 году, после смерти жены, он был формально определён в число послушников, а через время пострижен в мантию. 
В 1873 году рукоположён в сан иеромонаха. 
В 1882 году пострижен в схиму.
14 [27] июля 1882 года, причастившись, скончался. Похоронен за стеной горнего места скитской церкви.

## Канонизация
8 мая 2008 года определением Священного синода Украинской православной церкви принято решение о местной канонизации подвижника в Донецкой епархии, в Соборе Святогорских святых (день памяти — 11 (24) сентября).
Чин прославления подвижника состоялся во время визита в Святогорскую лавру 12 июля 2008 года предстоятеля Украинской православной церкви Митрополита Киевского и всея Украины Владимира, в Свято-Успенском соборе лавры.